# محلول بوين
محلول بوين أو سائل بوينس هو مركب مثبت يستخدم في علم الأنسجة. يتكون من خليط من حمض البكريك وحمض الخليك والفورمالدهيد في محلول مائى، وهو جيد بشكل خاص لفحص نسيج الجهاز الهضمي لأن هذا التثبيت يسمح بالتخدد ويجعل التلوين النووي أفضل بنسبة 10% من الفورمالين المخفف المتعادل. وهذا التثبيت ليس جيدًا عندما يجب أن يتم حفظ البنية المستدقة للأنسجة من أجل استخدامها في المجهر الإلكتروني. ومع ذلك، يكون التثبيت جيدًا عندما يُحفظ هيكل الأنسجة بشكل غض ولين. وعادة ما تكون الخلايا المثبتة بالفورمالين مرسخة اللون بمحلول بوين للحصول على نتائج تثبيت أفضل في الصبغيات ثلاثية الألوان. ويقوم حمض الخليك الموجود في هذا التثبيت بـحل خلايا الدم الحمراء ويعمل على تفسيخ رواسب الحديد والكالسيوم الصغيرة في النسيج. ومن الممكن أن يُستخدم التنوع الذي يستبدل به حمض الخليك مع حمض الفورميك لتثبيت الأنسجة وإزالة الكلس.
تعادل تأثيرات المواد الكيميائية الثلاث في محلول بوين بعضها البعض. ويتسبب الفورمالين في أن يتلون السيتوبلازم بالملونات القاعدية لكن هذا التأثير يتم معادلته من خلال تأثير حمض البكريك. ينتج عن ذلك تلوين ممتاز لكل من النواة والسيتوبلازم بـصبغة الهيماتوكسيلين والأيوسين. ويتم معادلة آثار تصلب الأنسجة في الفورمالين من خلال تثبيت الأنسجة المرنة لحمض البكريك. ويتم معادلة آثار انتفاخ الأنسجة في حمض الخليك من خلال تقليص الأنسجة لحمض البكريك.
قد تنشأ عدة مشاكل محتملة عند استخدام محلول بوين. وبسبب وجود الفورمالين في المحلول، فإن خضاب الفورمالين قد يظهر عند رؤية أقسام الأنسجة تحت الميكروسكوب. ويجب حفظ الأنسجة الرطبة في محلول بوين لأقل من 24 ساعة. ويجب غسل حمض البكريك الزائد من الأنسجة باستخدام العديد من محاليل الكحول والماء أو أن خواص التثبيت قد تفسد بمرور الوقت. ويجب تخزين الأنسجة الرطبة المثبتة في محلول بوين في محلول الكحول والماء بدلا من محلول بوين. وحيث إن محلول بوين يحتوي على الفورمالديهايد وحمض البكريك وحمض الخل، فإنه يجب تطبيق واتباع إجراءات ومعايير الأمان المناسبة لهذه المواد. وعلى وجه الخصوص، ينبغي ملاحظة أن حمض البكريك من الممكن أن ينفجر، فهو حساس بالنسبة للاحتكاك والرج عندما يكون جافًا وعند ملامسته لعض المعادن من الممكن أن يكون بيكربونات معادن غير مستقرة.
يستخدم هذا المثبت تحت اسم «سائل بوين» على نطاق واسع في الفقاريات البحرية. ويظهر على النحو التالي:
حمض البكريك، محلول مائي مشبع - 75 مللي؛ فورمالين، 40% محلول مائي - 25 مللي؛ حمض الخل، جليدي - 5 مللي

## التغييرات

### محلول جندر
محلول جندر هو الشكل الكحولي لمحلول بوين. يُستخدم المحلول الكحولي المشبع بحمض البكريك بدلا من المحلول المائي المشبع بحمض البكريك عند صنع هذا المحلول. هذا المحلول يكون مفيدًا عندما يكون من الضروري حفظ الجليكوجين والكربوهيدرات الأخرى في الأنسجة.

### محلول هولاند
محلول هولاند هو شكل من أشكال محلول بوين الذي يحتوي على خلات النحاس. تثبت خلات النحاس الثنائي غشاء خلايا الدم الحمراء وخلايا حبيبات لـيوزينية والغدد الصماء حتى يكون انحلال مكونات هذه الخلايا أقل منه في محلول بوين العادي.